# Кабарга сибірська
Каба́рга сибірська (Moschus moschiferus) — вид невеликих ссавців роду кабарг (Moschus).

## Опис
Кабарга сибірська має тіло завдовжки близько 1 м, хвіст — від 4 до 6 см, висота в холці складає до 70 см, маса — 11-18 кг. Задні ноги кабарги довгі, тому коли вона стоїть, таз знаходяться на 5-10 см вище холки, що перебуває на рівні 50-55 см.
На відміну від споріднених тварин, ні самці, ні самки кабарги не мають рогів. У самців натомість є довгі загнуті верхні ікла, які виступають на 7-9 см з-під губи. На животі знаходиться мускусна залоза. Шерсть кабарги густа і довга, бура або коричнева, на животі біла. Молодняк має на боках і спині світло-сірі плями, а на шиї смуги. Шерсть вирізняється хорошою теплоізоляцією та не мокне. Копита тонкі й гострі, тому можуть значно розсуватися.

## Поширення
Країни поширення: Китай, Казахстан, Південна Корея, Північна Корея, Монголія, Російська Федерація. Населяє гірську тайгу (широколисті й хвойні ліси). Віддає перевагу висотам понад 2600 м.

## Звички
Основу раціону кабарги складають лишайники, меншою мірою чагарникові і трав'янисті рослини, гриби. На лишайники припадає до 99 % їжі в зимовий період. При годуванні здатна піднятися по похилих стовбурах до 3-4 м від поверхні землі. Ворогами є рись, росомаха, жовтогорла куниця, і рідко вовк, тигр, ведмідь. При переслідуванні тікає в кам'янисту місцевість і намагається досягти недоступної скелі. Це солітарна тварина, хоча іноді зустрічаються невеликі групи (не більше 3 осіб, самиця з молоддю). У першу чергу активна в сутінках і на світанку. Самці б'ються за самиць, використовуючи свої ікла, що може призводити до загибелі. Оселище розміром від 200 до 300 га, але помітно зменшується в другій половині зими. Сезонні міграції є мінімальними.

## Цикл життя
Відтворення починається в грудні. Самиці виношують протягом трохи більше 6 місяців, і народжують 1-3 дитинчат, як правило, в травні і червні. Молодь відлучається від молока у 3-4 місяці, статева зрілість настає в 15-17 місяців. Тварини живуть в дикій природі протягом 10-14 років.

## Загрози та охорона
Мускус кабарги слугує фіксатором запаху в парфумах і високо цінується як інгредієнт народних лікарських засобів. Кожен самець виробляє тільки близько 25 гр мускусу. Хоча мускус може бути вилучений з живих тварин, більшість мускусозбирачів вбивають кабарг, щоб видалити всю мускусну залозу. Незаконне полювання заради мускусу є основною загрозою для цього виду.
Кабарга мешкає на природоохоронних територіях. Поза ними вид успішно розводять у неволі на кабаргових фермах, особливо в Росії (на Алтаї і Московській області) і Китаї.